# Kataplexie
Kataplexie (altgriechisch κατά kata „von oben nach unten“, altgriechisch πλῆξις plēxis „Niederstrecken, Schlag“), nicht zu verwechseln mit der Katalepsie, der Katatonie oder der Apoplexie, ist der medizinische Fachausdruck für den emotionsbedingt (Freude, Lachen, Scham, Begeisterung, Ärger, Erregung oder Schreck) auftretenden kurzzeitigen Verlust des Muskeltonus ohne Bewusstseinstrübung.
Nachdem das Krankheitsbild der Kataplexie im Zusammenhang mit der neuronal bedingten Störung der Schlaf-Wach-Regulation (Narkolepsie) 1880 von Gélineau zunächst noch ohne genaue Abgrenzung der einzelnen Symptome voneinander beschrieben worden war, wurde im Jahr 1902 von Löwenfeld die Bezeichnung Kataplexie für Episoden des affektiv ausgelösten Verlusts des Muskeltonus etabliert. Kataplexie ist eines der vier zusammen als narkoleptische Tetrade bezeichneten Symptome und neben der exzessiven Tagesschläfrigkeit Leitsymptom der Narkolepsie. Kataplexie kann unter anderem auch bei der Niemann Pick Typ C Erkrankung auftreten; jedoch leiden nur etwa 20 % der Betroffenen darunter.

## Verlauf einer Kataplexie
Auslöser sind individuell unterschiedliche affektive Stimuli, wobei Lachen, Scherzen und spitzfindige Anmerkungen bei der Mehrzahl der Betroffenen zu den Triggern gehören. Ärger, Erschrecken und das Gefühl, plötzlich im Mittelpunkt zu stehen, zählt bei einem erheblichen Teil der Betroffenen zumindest zu den gelegentlichen Auslösern. Eine gewisse Entspannung scheint überdies notwendig für das Auftreten von Kataplexien zu sein, was ein gezieltes Beobachten erschwert.
Im Verlauf baut sich der kataplektische Anfall binnen Sekunden auf. Im EEG ist zu erkennen, dass die Hirnaktivität bei Beginn der kataplektischen Attacke dem Wachzustand, im späteren Verlauf jedoch dem REM-Schlaf ähnelt. Auch im REM-Schlaf kommt es als natürlichem Vorgang zum Abschalten des Muskeltonus, damit Trauminhalte nicht in reale Muskelbewegungen umgesetzt werden (Schlafparalyse). Kataplexien zählen somit zu den REM-assoziierten Symptomen.
Während der Attacke können sowohl die gesamte Skelettmuskulatur als auch nur einzelne Muskelgruppen betroffen sein. Die mimische Muskulatur ist fast immer mit betroffen, glatte Muskulatur, respiratorische und Zungen-Schlund-Muskulatur jedoch nie, sodass die wichtigen Vitalfunktionen nicht unterbrochen werden. Häufig sind nur die Gesichtsmuskulatur (nur noch schwerfälliges Sprechen möglich), die Knie (Wegsacken des Körpers, bei knapp 70 %), der Nacken (Kopf pendelt, bei knapp 60 %), und die Hände (Fallenlassen von Gegenständen, bei knapp 50 %) betroffen. In schweren Fällen kann sich die Person nicht auf den Beinen halten und stürzt vollständig.
Die Dauer der einzelnen Attacke beträgt einige Sekunden bis zu wenigen Minuten, sie endet schlagartig und vollständig. Der kataplektische Anfall kann von außen nicht unterbrochen werden. Kataplexien werden oft als bilateral beschrieben, sind aber bei etwa 20 % unilateral.
Starke Müdigkeit erhöht die Wahrscheinlichkeit des Auftretens bei 75 % der Betroffenen. Etwa die Hälfte der Betroffenen spürt es, wenn eine Attacke bevorsteht. Bei 20 % der Betroffenen kommen Serien von Kataplexien vor. Auch wenn das potenzielle Unfall- und Verletzungsrisiko hoch ist, ist es nur bei knapp der Hälfte der Betroffenen bisher zu Verletzungen gekommen, bei diesen jedoch teilweise mehrfach und bei 20 % kam es schon zu schweren Verletzungen, so das Ergebnis einer diesbezüglichen Untersuchung. Da die Betroffenen selbst kaum aktiv in das Geschehen eingreifen können, ist die Schwere der Verletzungen letztlich situationsbedingt.
Im Unterschied zu Synkopen und epileptischen Anfällen bleibt das Bewusstsein während der Kataplexie stets erhalten. Allerdings können andere Symptome der Narkolepsie (hypnagoge Halluzination, Schlafattacken) unmittelbar folgen.

## Untersuchungsmethoden
Das Vorhandensein von Kataplexie wird durch gezielte Anamnese und mit speziellen Fragebögen ermittelt. Wenn differenzialdiagnostische Unsicherheiten bestehen, kann im Einzelfall die Bestimmung des Hypocretin-Spiegels im Liquor und die HLA-Typisierung erforderlich sein.
Differenzialdiagnostisch muss vor allem gegenüber Anfallsleiden und somatoforme Störungen auf neurotischer Basis abgegrenzt werden. Es muss an Orthostatische Dysregulation, Synkopen, Myoklonien, Dissoziative Anfälle, Epilepsie, Transitorische ischämische Attacken und anderes gedacht werden.
Atypische, der Kataplexie ähnliche Phänomene wurden aber auch bei Gesunden beschrieben. Bei diesen Personen und beim Vorliegen anderer hypersomnischer Erkrankungen wird jedoch am häufigsten ein Gefühl der Schwäche oder ein Zittern der Knie benannt, ein Erschlaffen der Gesichtszüge und im Bereich der Kiefer jedoch im Gegensatz zu Narkoleptikern nur selten.

## Therapie der Kataplexien
Die in der Leitlinie der deutschen Gesellschaft für Neurologie (DGN) als nichtmedikamentöse Therapiemöglichkeit genannten „Verhaltensmodifizierenden Maßnahmen“ Verbesserung von Copingstrategien, Schlafhygiene und individuell angepasste Tagschlafepisoden zielen bei der Behandlung von Narkolepsie mit Kataplexie hauptsächlich auf die Tagesschläfrigkeit. Bezogen auf Kataplexien wäre eine Bewältigungsstrategie, also die Einrichtung von Lebensabläufen entsprechend den spezifischen Symptomausprägungen, darin zu sehen, Triggersituationen für Kataplexien zu vermeiden, was angesichts der Trigger in vielen Fällen nicht umsetzbar ist.
Die medikamentöse Behandlung der Kataplexie erfolgt mit Mitteln wie Clomipramin oder anderen trizyklischen Antidepressiva, Selektiven Serotonin-Wiederaufnahmehemmern (SSRI) oder Natriumoxybat (Gammahydroxybutyrat; Handelsnamen für Monopräparate: Somsanit, Xyrem).
In Abhängigkeit von der Dosierung können Kataplexien um bis zu 90 % reduziert werden, erreichen aber nach Absetzen des Medikaments wieder das alte Niveau. Bei einigen Medikamenten treten Gewöhnungseffekte auf. Das plötzliche Absetzen bestimmter Medikamente kann zur Zunahme von Häufigkeit und Schwere der Kataplexien und zu über Stunden oder Tage anhaltenden Phasen mit Kataplexien, dem Status Kataplektikus führen.

### Hilfsmittel
Medizinische Hilfsmittel, wie Orthesen, Rollstühle, Gehhilfen und orthopädische Schutzhelme können bei Menschen mit chronischer Kataplexie zum Einsatz kommen, um die Sicherheit, die Teilhabe am Sozialleben und das Wohlbefinden des Betroffenen zu verbessern. Orthesen sind spezielle Einlagen oder Schienen, die zur Unterstützung und Stabilisierung von Gelenken oder Muskeln eingesetzt werden. Sie können bei Menschen mit chronischer Kataplexie helfen, das Gleichgewicht und die Stabilität beim Gehen zu verbessern und das Risiko von Stürzen zu verringern. Rollstühle mit Kippschutz können für Menschen mit häufigen kataplektischen Anfällen ohne Prodromalstadium die Selbständigkeit außer Haus erhöhen und die Unfallgefahr im Einzelfall senken. Gehhilfen, wie Gehstöcke oder Krücken, können dazu beitragen, das Gleichgewicht und die Stabilität beim Gehen zu verbessern und das Risiko von schweren Sturzfolgen graduell zu verringern. Es ist wichtig zu beachten, dass diese Hilfsmittel individuell auf die Bedürfnisse und Einschränkungen jedes Einzelnen abgestimmt werden sollten und in Kombination mit Medikamenten und Verhaltensweisen eingesetzt werden sollten. Es ist wichtig, dass die Behandlung von einem Arzt verordnet und überwacht wird.